# Nathaniel Clyne
Pour les articles homonymes, voir Clyne.
Nathaniel Edwin Clyne, né le 5 avril 1991 à Stockwell en Angleterre, est un footballeur international anglais évoluant au poste d'arrière droit à Crystal Palace.

## Biographie

### Carrière en club
Il commence sa carrière professionnelle sous les couleurs de Crystal Palace en Championship, la seconde division anglaise lors de la saison 2008-2009.
Le 27 juillet 2012, il signe un contrat de quatre saisons en faveur de Southampton.
Le 1er juillet 2015, Clyne signe un contrat de "longue durée" avec Liverpool pour 17 millions d'euros.
Le 4 janvier 2019, il est cependant prêté par Liverpool à l'AFC Bournemouth pour la seconde partie de saison 2018-2019,.
En fin de contrat avec Liverpool, il est libéré le 30 juin 2020. Le 14 octobre 2020, il signe un contrat de trois mois et demi avec Crystal Palace.
Le 6 août 2021, Clyne prolonge son contrat avec Crystal Palace d'une saison supplémentaire. Le 8 juin 2022, il prolonge de nouveau son contrat avec les Eagles, étant cette fois lié au club jusqu'en juin 2023.

### Carrière en sélection
Nathaniel Clyne honore sa première sélection avec l'équipe nationale d'Angleterre contre la Slovénie le 15 novembre 2014. Il est titularisé et son équipe l'emporte par trois buts à un.
À la suite de ses bonnes prestations avec les Saints, Clyne est convoqué de nouveau convoqué, notamment le 19 mars 2015 pour affronter la Lituanie et l'Italie.
Le 16 mai 2016, il est convoqué en équipe d'Angleterre par le sélectionneur Roy Hodgson pour faire partie de l'effectif provisionnel de l'Euro 2016.

## Statistiques
| Saison                | Club                   | Championnat           | Championnat | Championnat | Coupe(s) nationale(s) | Coupe(s) nationale(s) | Compétition(s) continentale(s) | Compétition(s) continentale(s) | Compétition(s) continentale(s) | Angleterre | Angleterre | Total | Total |
| Saison                | Club                   | Division              | M.          | B.          | M.                    | B.                    | Comp.                          | M.                             | B.                             | M.         | B.         | M.    | B.    |
| 2008-2009             | Crystal Palace FC      | Championship          | 26          | 0           | 3                     | 0                     | -                              | -                              | -                              | -          | -          | 29    | 0     |
| 2009-2010             | Crystal Palace FC      | Championship          | 22          | 1           | 6                     | 0                     | -                              | -                              | -                              | -          | -          | 28    | 1     |
| 2010-2011             | Crystal Palace FC      | Championship          | 46          | 0           | 3                     | 0                     | -                              | -                              | -                              | -          | -          | 49    | 0     |
| 2011-2012             | Crystal Palace FC      | Championship          | 28          | 0           | 3                     | 0                     | -                              | -                              | -                              | -          | -          | 31    | 0     |
| Sous-total            | Sous-total             | Sous-total            | 122         | 1           | 15                    | 0                     | -                              | -                              | -                              | -          | -          | 137   | 1     |
| 2012-2013             | Southampton FC         | Premier League        | 34          | 1           | 0                     | 0                     | -                              | -                              | -                              | -          | -          | 34    | 1     |
| 2013-2014             | Southampton FC         | Premier League        | 25          | 0           | 4                     | 1                     | -                              | -                              | -                              | -          | -          | 29    | 1     |
| 2014-2015             | Southampton FC         | Premier League        | 35          | 2           | 6                     | 1                     | -                              | -                              | -                              | 5          | 0          | 46    | 3     |
| Sous-total            | Sous-total             | Sous-total            | 94          | 3           | 10                    | 2                     | -                              | -                              | -                              | 5          | 0          | 109   | 5     |
| 2015-2016             | Liverpool FC           | Premier League        | 33          | 1           | 5                     | 1                     | C3                             | 14                             | 0                              | 8          | 0          | 60    | 2     |
| 2016-2017             | Liverpool FC           | Premier League        | 37          | 0           | 4                     | 0                     | -                              | -                              | -                              | 1          | 0          | 42    | 0     |
| 2017-2018             | Liverpool FC           | Premier League        | 3           | 0           | -                     | -                     | C1                             | 2                              | 0                              | -          | -          | 5     | 0     |
| 2018-2019             | Liverpool FC           | Premier League        | 4           | 0           | 1                     | 0                     | -                              | -                              | -                              | -          | -          | 5     | 0     |
| Sous-total            | Sous-total             | Sous-total            | 77          | 1           | 10                    | 1                     | -                              | 16                             | 0                              | 9          | 0          | 112   | 2     |
| 2018-2019             | AFC Bournemouth (prêt) | Premier League        | 14          | 0           | 1                     | 0                     | -                              | -                              | -                              | -          | -          | 15    | 0     |
| Sous-total            | Sous-total             | Sous-total            | 14          | 0           | 1                     | 0                     | -                              | 16                             | 0                              | -          | -          | 31    | 0     |
| 2020-2021             | Crystal Palace FC      | Premier League        | 13          | 0           | 1                     | 0                     | -                              | -                              | -                              | -          | -          | 14    | 0     |
| 2021-2022             | Crystal Palace FC      | Premier League        | 16          | 0           | 4                     | 0                     | -                              | -                              | -                              | -          | -          | 20    | 0     |
| 2022-2023             | Crystal Palace FC      | Premier League        | 22          | 0           | 3                     | 0                     | -                              | -                              | -                              | -          | -          | 25    | 0     |
| 2023-2024             | Crystal Palace FC      | Premier League        | 19          | 0           | 4                     | 0                     | -                              | -                              | -                              | -          | -          | 23    | 0     |
| 2024-2025             | Crystal Palace FC      | Premier League        | 13          | 0           | 6                     | 0                     | -                              | -                              | -                              | -          | -          | 19    | 0     |
| 2025-2026             | Crystal Palace FC      | Premier League        | -           | -           | -                     | -                     | -                              | -                              | -                              | -          | -          | 0     | 0     |
| Sous-total            | Sous-total             | Sous-total            | 83          | 0           | 18                    | 0                     | -                              | -                              | -                              | -          | -          | 101   | 0     |
| Total sur la carrière | Total sur la carrière  | Total sur la carrière | 390         | 5           | 53                    | 3                     | -                              | 16                             | 0                              | 14         | 0          | 473   | 8     |

## Palmarès

### En club
- Liverpool FC
  - Finaliste de la Ligue des champions en 2018.
  - Finaliste de la Ligue Europa en 2016.
  - Finaliste de la Coupe de la Ligue en 2016
- Crystal Palace
  - Vainqueur de la Coupe d'Angleterre en 2025
  - Vainqueur du Community Shield en 2025

### Distinctions personnelles
Il est élu joueur du mois de D2 anglaise en octobre 2011 et membre de l'équipe type de D2 anglaise en 2012.